# Joe Danger
Joe Danger est un jeu vidéo de course développé et édité par Hello Games, sorti en 2010 sur Windows, PlayStation 3, Xbox 360, PlayStation Vita, Ouya, iOS et Android.
Il a pour suite Joe Danger 2: The Movie.

## Accueil
- Jeuxvideo.com : 16/20 (PS3)[1] - 16/20 (iOS)[2]